# Kocsis Katalin
Kocsis Katalin (Zalaszentgrót, 1953. augusztus 18. –) könyvtáros, helytörténész.

## Életpályája
A fonyódi Karikás Frigyes Gimnáziumban érettségizett 1971-ben, majd a szombathelyi Felsőfokú Tanítóképző Intézetben könyvtár-népművelés szakon szerzett diplomát 1974-ben. Ezt egészítette ki a tanárképző főiskolává lett szombathelyi intézményben az 1978-ban megszerzett magyar szakos általános iskolai, valamint a főiskolai könyvtár szakos diplomájával.  1979-ben az Országos Széchényi Könyvtár Könyvtártudományi és Módszertani Központja által szervezett kétéves felsőfokú zenei könyvtárosi tanfolyamot is elvégezte.
1974-ben a nagykanizsai Városi-Járási Könyvtár (ma Halis István Városi Könyvtár) olvasószolgálatában kezdett dolgozni, majd ugyanott zenei könyvtáros volt 1979-től 2010-ig,  amikor nyugdíjba vonult. 

## Munkássága
Kutatási területei: Magyarország zenei emlékhelyei, Nagykanizsa zenei életének története, Gábor Miklós színművész pályája.
Könyvtárosi munkája mellett részt vett a Magyar Televízió Czigány György által vezetett zenei/művészeti vetélkedőin. Ilyenek például: Szó zene kép (1990), Szó zene kép – Dallamos századunk (1993), Szó zene kép – Romantika (1995), Erkel Ferenc műveltségi verseny (1993), Szereti Liszt zenéjét? (1996), majd a Legyen Ön is milliomos (2000).
2010-től tagja a Sigmund Romberg Emlékbizottságnak.
A 2009-ben megjelent, Strém Kálmán – a hangversenyrendezés művésze (Gramofon kiadó) könyvben olvasható életút számos dokumentumát kutatta fel, bocsátotta rendelkezésre.  A Magyar Haydn Társaság által 2010. március 10-én, a Budai várban lévő királyi palota homlokzatán elhelyezett emléktábla ötletgazdája volt.

### Könyvei
- Nagykanizsa 100 zenei emlékhelye. Nagykanizsa, Czupi Kiadó, 2009 Online hozzáférés
- Liszt Ferenc és Nagykanizsa. Nagykanizsa, Nagykanizsai Városvédő Egyesület – Czupi Kiadó, 2011. Nagykanizsai honismereti füzetek sorozat 34. Online hozzáférés
- Nagykanizsáról európai színpadokra. Erdősy Eugénia. Nagykanizsa, Czupi Kiadó, 2016 Online hozzáférés
- Nagykanizsáról a bécsi operaház színpadára. Práger Hermina. Nagykanizsa, Czupi Kiadó, 2018
- A Nagykanizsai Szimfonikus Zenekar 100 éves története. Nagykanizsa, Krátky István Egyesület, 2021
- Nagykanizsa zenei lexikona. Bev. Ördögh Csilla. Nagykanizsa, Czupi Kiadó, 2022

### Cikkei, tanulmányai
- Dános Lili – Egy csodagyermek Nagykanizsán. Elfelejtett centenárium 1.  Kanizsai antológia 14. Nagykanizsa, 2013. 158–168. o.
- Dános Lili – Megkésett centenárium 2. Kanizsai antológia 15. Nagykanizsa, 2014. 170–181. o.
- Kartschmaroff Leó. Kanizsai antológia 16. Nagykanizsa, 2015. 4–17. o.
- A 90 éves Zeneiskola alapításának előzményei. Kanizsai antológia 17. Nagykanizsa, 2016. 103–115. o.
- Horváth Laci, a Millennium kanizsai cigányprímása. Kanizsai antológia 18. Nagykanizsa, 2017. 150–161. o.
- A muzsikáló kanizsai polgármester. Krátky István. Kanizsai antológia 19. Nagykanizsa, 2018. 10–19. o.
- Babatündértől – Babatündérig. Mayersberg Frida Nagykanizsán. Kanizsai antológia 20. Nagykanizsa, 2019. 218–245. o.
- Egy rokonszenves muzsikus Nagykanizsa 1870-es éveiből: Berecz Imre 1843–1887. Kanizsai antológia 21. Nagykanizsa, 2020. 148–180. o.
- Bolyai János utódai Nagykanizsán. Kanizsai antológia 22. Nagykanizsa, 2021. 20–46. o. (Szabó Péter Gáborral közös tanulmány)

### Blogjai
- Kataliszt blogja (2011-től, zenetörténet, a nagykanizsai zenei élet története témákban) Online hozzáférés
- In memoriam Gábor Miklós (2011-től, Gábor Miklós színművész pályája, emlékének ápolása)  Online hozzáférés
- Kataliszt (2017-től a Papageno művészeti és szabad bölcsészeti témájú weboldalon) Online hozzáférés

### Díjai
- Szocialista Kultúráért (1985)
- Zalai Közművelődési Díj (1994)
- Magyar Köztársasági Arany Érdemkereszt (1998)
- Nagykanizsa Megyei Jogú Városért (1998)
- Prima Zala Megyei Díj Elismerő Oklevele (2017)
- Zala Megye Könyvtárügyéért (2019)